# Melanelia commixta
Melanelia commixta är en lavart som först beskrevs av William Nylander och fick sitt nu gällande namn av Arne Thell. 
Melanelia commixta ingår i släktet Melanelia och familjen Parmeliaceae.   Inga underarter finns listade i Catalogue of Life.